# Bonshaw, New South Wales
Bonshaw là một đô thị thuộc New England, New South Wales, Úc.